# 대구수목원
대구수목원(大邱樹木園)은 대구광역시 달서구 대곡동에 위치한 수목원이다. 면적은 781,279m2, 보유수종은 약 1,750종에 이르는 대구 최대 규모의 수목원이다.

## 역사
대구수목원은 1986년부터 1990년까지 대구광역시의 생활 쓰레기 410만 톤가량이 장장 18m 높이로 매립된 거대한 쓰레기 매립장이었다. 쓰레기 매립 후 약 5년간 특별한 대안 없이 방치되었던 땅을, 1996년부터 1997년까지 대구 지하철 건설 현장 등에서 발생한 잔여 흙 159만㎥를 활용하여 식물들이 자랄 수 있는 기반을 세웠다.
이후 1997년부터 2002년까지 5년에 걸쳐 수목원으로서의 격을 갖추기 위한 제반 시설을 조성하였으며, 2002년 3월에 공립수목원으로 등록, 같은 해 5월에 정식 개장하였다. 쓰레기 매립장이 산림청에서 등록한 공립수목원 1호로 거듭나게 된 것이다.
2002년 9월 30일에는 5급 사업소에서 4급 사업소로 승격되었으며, 2005년 2월 8일, 대구수목원은 쓰레기 매립장을 친환경 생태공간으로 조성한 공을 인정받아 환경부에 의해 자연생태복원 우수사례로 재지정되었다.
현재 대구수목원은 국제혁신박람회 우수사례로도 출품되었으며, 2024년 기준 연간 210여만 명의 방문객을 기록하여 대한민국의 국공립 수목원 중에서 최고의 이용률을 보이고 있는 전국 최고의 도심형 수목원으로 자리매김하였다.

## 주요시설[4]
대구수목원은 다양한 전시 주제를 갖춘 공간으로, 침엽수와 활엽수, 화목원, 초화원, 수서생태원 등 여러 주제원으로 구성되어 있다. 주요 건물로는 관리동(1,018m², 숲전시실 330m² 포함), 전시온실(943m²), 증식온실(220m²) 등이 있다. 숲전시실은 '숲으로 초대', '깨어나는 숲', '위기의 숲', '체험영상존' 등 5개 테마로 구성되어 있다.
편의시설로는 도서관(4개소), 정자(7개소), 의자(65개), 피크닉테이블(31개) 등의 마련되어 있으며, 부대시설로는 숲속전망대(1개소), 초식동물원(1개소), 주차장(185면), 화장실(2개소), 음수대(2개소)등의 시설이 갖추어져 있다.

### 체험
다양한 주제별 생태공간과 식물 전시를 통해 탐방객들에게 특별한 경험을 제공하고 있다. 예를 들면 열대과일원에서는 대구 지역에서 접하기 힘든 열대과일과 난대수종을 전시하고 있으며, 매화원에서는 우리나라의 유명한 매화나무의 후대목을 수집해 전시한다. 종교관련식물원에서는 성서와 불교경전 등에 등장하는 식물 중 주변에서 흔히 볼 수 없는 열대지역 식물을 이야기와 함께 전시하고 있다.
걷기 코스도 있다. 힐링길 코스(60분), 담소길 코스(90분), 나눔길 코스(120분) 등 걷기 좋은 다양한 코스를 제공하고 있다. 또한, 매주 화요일부터 일요일까지 10시, 13시, 15시에 방문객에게 무료 개인 해설을 제공하니, 원하는 시간에 맞춰 산림문화전시관 1층 안내 데스크로 가면 된다.

### 행사
대구수목원에서는 다양한 계절별 전시회를 개최하고 있다. 매년 3월에는 한국 춘란 사진전이 열리며, 10월에는 야생화 사진전과 대구수목원에서 자체 생산한 국화전시회가 개최된다. 또한 10월에서 11월 사이에는 대구수목원 사진전이 진행된다.

#### 국화전시회
2002년 5월 개원 이후 매년 가을에 열리며, 약 1만 5천 5백여 점의 국화가 모형작, 현애작, 윤재작, 분재작, 대국, 소국 등의 형태로 전시된다.

## 기타
대구수목원은 묘목 및 화훼 생산에도 주력하고 있으며, 개나리와 담쟁이 등은 대구 도심의 녹화를 위해 생산하여 보급하고 있다. 또한, 팬지와 베고니아 등 초화류를 생산해 구, 군 관내 기관에 분양하여 아름다운 도심 환경을 조성하고 있다.

## 교통
유명 수목원 답게 교통편이 다양하다.

### 시내버스
- 대진중고등학교앞: 달서3, 달서5 노선, 도보 5분
- 대진중고등학교건너: 달서3, 달서5 노선, 도보 5분
- 정부대구지방합동청사후문: 달서5 노선, 도보 7분
- 정부대구지방합동청사건너: 달서3 노선, 도보 7분
- 정부대구지방합동청사앞: 달서3 노선, 도보 7분
- 삼성래미안1차앞: 600, 653, 급행7, 급행8, 달서1, 달서5, 성서1, 성서1-1, 성서2 노선, 도보 15분
- 삼성래미안1차건너: 653, 급행7, 급행8, 달서1, 성서2 노선, 도보 15분

### 지하철
- 1호선 대곡역 3번 출구: 도보 25분
- 1호선 대곡역 2번 출구: 대곡역(한라하우젠트 건너) 정류장으로 도보 이동 후 달서5번으로 환승하여:
- 정부합동청사후문: 1개 정류장, 2분 소요
- 대진중고등학교건너 정류장: 2개 정류장, 4분 소요 후 도보 7분

### 승용차
고속도로 기준, 구마고속도로의 화원IC에서는 대구 방향으로 4킬로미터 직진한 후, 지하철 1호선 대곡역(유천교)에서 우회전하여 삼성레미안아파트 뒤를 지나 대구수목원에 도착할 수 있다. 북대구IC에서 오는 경우, 신천대로를 따라 상동교에서 우회전한 후 앞산순환도로와 상화로를 지나 유천교 500미터 전방에서 좌회전하면 삼성레미안아파트 뒤를 지나 대구수목원에 도착할 수 있다.

### 기차
동대구역과 대구역에서는 지하철 1호선을 이용하여 대곡역에서 하차할 수 있다.